# Ouâda-Traditionnel
Pour les articles homonymes, voir Ouâda.
Ouâda-Traditionnel, anciennement Ouâda, est une localité située dans le département et la commune rurale de Bané de la province du Boulgou dans la région Centre-Est au Burkina Faso.

## Géographie
La commune est traversée par la route nationale 16.

## Histoire
Le village de Ouâda-Traditionnel est issue de la scission de Ouâda (5 604 habitants en 2003) en cinq entités que sont : Ouâda-Traditionnel, Ouâda-V1, Ouâda-V2, Ouâda-V3 et Ouâda-V4.

## Démographie
| 2003  | 2006  | 2012 |
| ----- | ----- | ---- |
| 5 604 | 2 189 | -    |

## Santé et éducation
Ouâda-Traditionnel accueille un centre de santé et de promotion sociale (CSPS) tandis que le centre médical (CM) le plus proche se trouve Bitou et que le centre hospitalier régional (CHR) est à Tenkodogo.
Le village possède une école primaire publique.